# 39 Жіноча сотня Самооборони Майдану

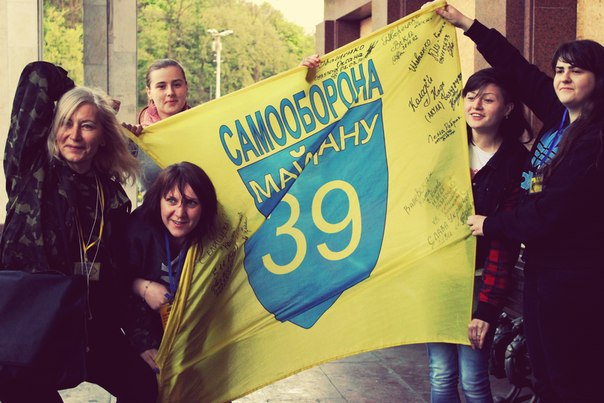
Жіноча сотня зі своїм стягом

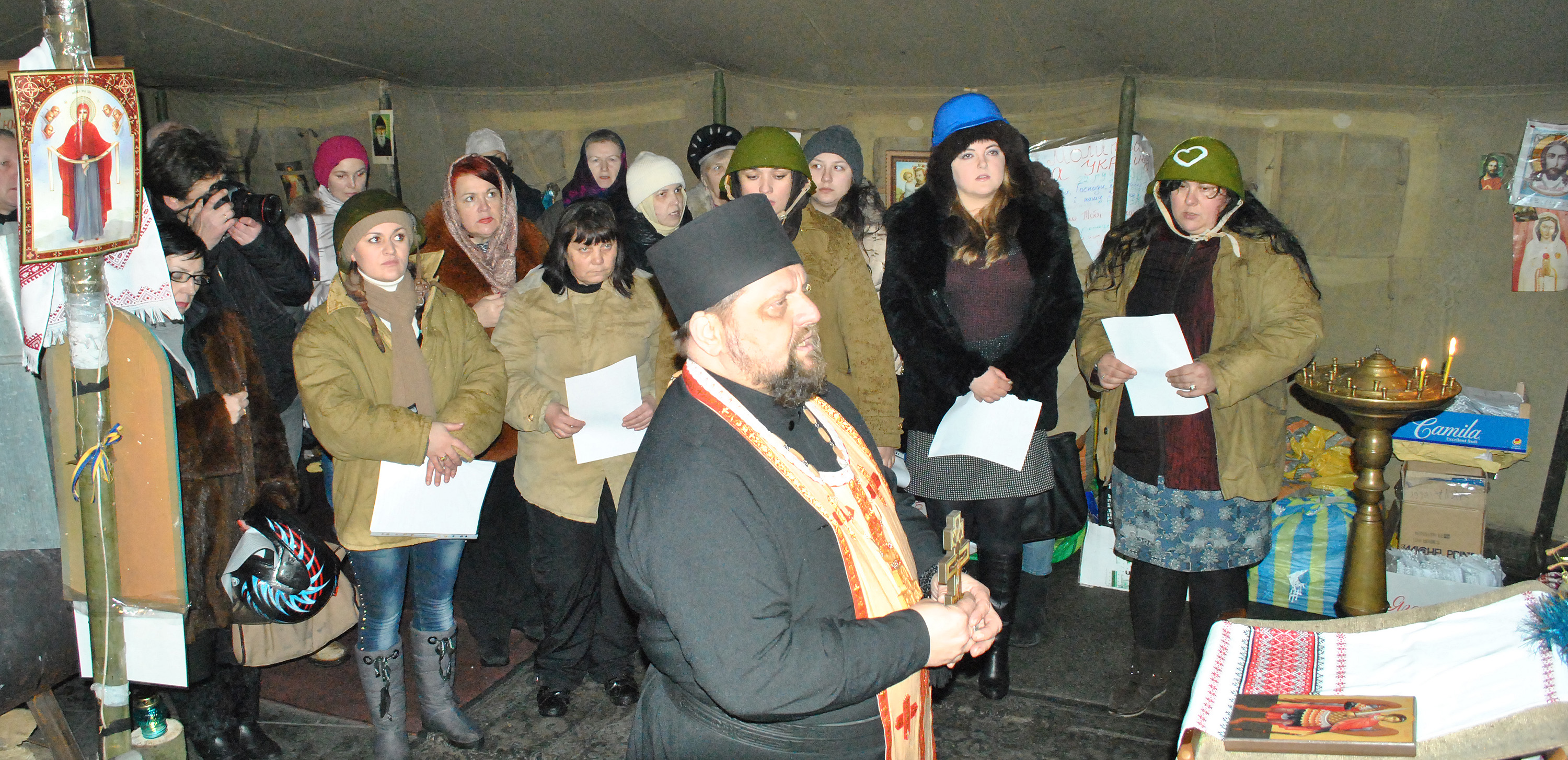
Посвячення та прийняття присяги першими членкинями 39 Жіночої сотні Самооборони Майдану в каплиці на Майдані Незалежності

39 Жіноча сотня Самооборони Майдану була створена в середині січня 2014 року на базі жіночої чоти 11 сотні. Затверджена на раді Сотників Самооборони Майдану. Свого часу базувалась у Будинку профспілок, Будинку офіцерів та Українському домі. Учасниці зорганізовують опір сепаратистам на Півдні та Сході України, співпрацюють в організаційно-інформаційному плані із РНБО, СБУ та Міністерством оборони України.
За кілька днів після створення 39 сотня Самооборони Майдану налічувала понад 150 учасниць. Нині має представниць в областях і налічує тисячі українок. Сотниця 39 Жіночої сотні Самооборони Майдану — Анна Коваленко.
Жінки у складі сотні брали участь у протистояннях 18—22 лютого. В інший час, як і решта сотень, несли варту на барикадах і брали участь у патрулюванні Майдану та прилеглої території. Проходили навчання з надання першої медичної допомоги, а також з юристами, психологами, вивчали різновиди газів та основи вуличних протистоянь, набували навичок користування протигазами. Брали участь у походах Самооборони Майдану.

## 18—22 лютого
Сотня брала участь у подіях 18 лютого. Разом з іншими сотнями Самооборони Майдану 40 жінок вийшли від сцени на Майдані Незалежності до урядового кварталу. Кожна сотня зайняла там свої позиції, зокрема 39-та сотня — на розі вулиці Грушевського та Кріпосного провулку зі сторони Маріїнського парку. Жінки знаходилися між тими, хто воювали у парку, та мирними активістами і випадковими перехожими. Надавали першу допомогу.
Допомагали організувати медпункт у Будинку офіцерів і доправляли туди поранених.
Згодом 39-та сотня намагалась прорвати міліцейську блокаду разом із 14-ю та 12-ю сотнею з боку Інститутської вулиці. Та міліція пішла у наступ, і 39-й сотні довелось відступати. Дівчата повернулись на вихідну позицію до Будинку офіцерів, аж поки в наступ не пішли силовики, що залишались на вулиці Грушевського.
Тоді в натовпі дівчата розбилися на групи. Частина залишилась у Будинку офіцерів та опікувалася пораненими й загиблими. Частина була заблокована в підвальному приміщені на вулиці Грушевського, а ще частина відступала аж до станції метро Арсенальна. Згодом усі зібрались у Профспілках. Перед пожежею покинули приміщення. Частина дівчат була евакуйована з огляду на коефіцієнт корисності. Значна кількість залишалась на передовій, допомагала пораненим, готувала засоби опору. Ще частина зорганізувалась у Михайлівському соборі та Костелі.

## Втрати
Полеглих серед 39-ї Жіночої сотні немає. Є поранені.

## Сотниця Анна Коваленко
23 роки, за освітою театрознавиця, ведуча на «Радіо Ера» та радниця Міністра Оборони. Брала участь в акціях протесту на Майдані ще до розгону студентів 30 листопада. Спочатку робила щогодинні включення для Радіо Ера, потім почала самостійно патрулювати Майдан і прилеглі території. Допомагала в створенні плану оборони адміністративних будівель від штурму силовиків. Згодом стала заступницею 11-го сотника. Після зорганізувала 39 жіночу сотню Самооборони Майдану.

## Склад
Більшість учасниць до вступу в сотню були волонтерками на кухні, в медичній частині або працювали в інфоцентрі. Були й ті, що прийшли з метою бути на барикадах і брати участь в активних діях. Намолодшій учасниці — 18, найстаршій — 65 років.
Десятниці: Надія «Акула», Олена Ребрик, Дика, Світлана «Донецьк», Аліса, Юлія «Кажан», Катя, Олена «Блонда», Наталка «Москаль», Юлія «Мать», Тетяна «Бойова».

## Місце дислокації
Від початку учасниці сотні збирались на 2-му поверсі в актовій залі Будинку профспілок. На ніч могли залишатись на 7-му поверсі в розташуванні 11 сотні. Також був невеличкий штаб в Українському домі. Після пожежі в Будинку профспілок 39-та сотня Самооборони Майдану зайняла приміщення Будинку офіцерів. 

## Після Революції гідності
У 2015-2016 роках 39-та жіноча сотня бере активну участь у веденні та створенні логістики, інформаційній співпраці з представниками й активістами самооборони в регіонах. Організовує зустрічі і круглі столи в різних містах України, з жінками, що ввійшли до складу самооборони, чи бажають це зробити. Роз'яснює, яка роль жінки у формуванні нової країни й генерації, будучи впевненими, що тільки емансипована жінка може народити вільну людину, виступає проти традиційної ролі жінки, та є провідницею феміністичної ідеї. 
Проводить громадську роботу, допомагає вимушеним біженцям з переселенням, організовує соціальні акції.
Сотня не раз піддавалася пропагандистським нападам російських ЗМІ, що звинувачували учасниць у диверсії та тероризмі. Після цього Жіноча сотня теж склала план участі в інформаційній війні.
Певна кількість учасниць сотні беруть участь в АТО на сході України.
За ініціативи сотниці Анни Коваленко на базі сотні та за підтримки Міністерства оборони був створений Центр координації оперативної допомоги українській армії, а також — гаряча лінія для налагодження зв'язку та координації між блокпостами та волонтерами.